# 車底

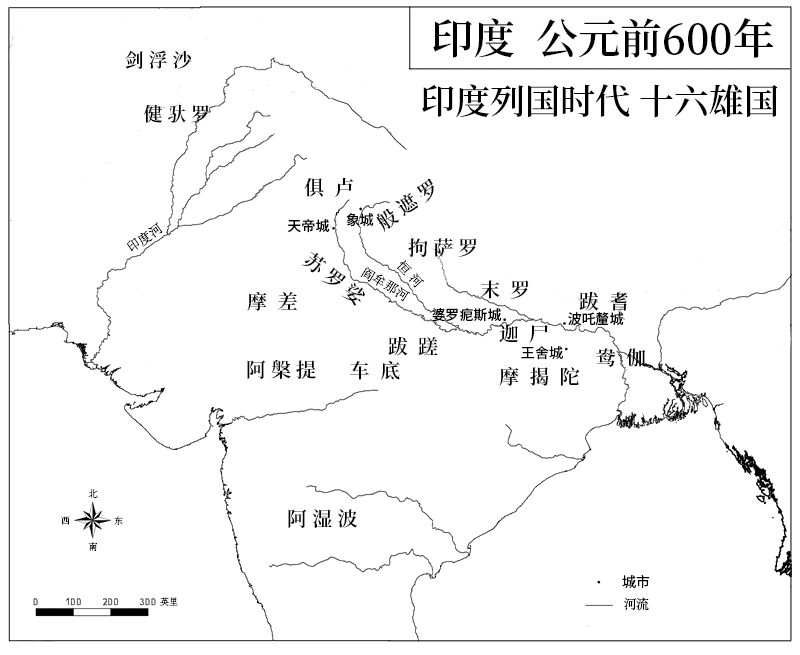
印度十六大國

車底國（梵語：चेदि，Chedi），又譯支提國，是古印度十六大國之一，大致位於印度中央邦本德爾肯德地區，亞穆納河南岸肯河（Ken river）流域。
在印度史詩摩訶婆羅多中，車底國國王是童護（Sisupala），他是俱盧族難敵（Duryodhana）和摩揭陀國王妖連（Jarasandha）的盟友，企圖在堅戰（Yudhishtira）的王祭中爭奪首座，後被黑天（kṛṣṇa）所殺。